# آندره جامارکی
آندره جامارکی (فرانسوی: André Giamarchi‎; ۲۴ ژوئیهٔ ۱۹۳۱ – ۲۵ سپتامبر ۲۰۱۲) بازیکن فوتبال اهل فرانسه بود.
وی همچنین در تیم ملی فوتبال فرانسه بازی کرده‌است.